# Парфёнов, Виктор Иванович
Виктор Иванович Парфёнов (23 сентября 1934, хутор около деревни Прудки, Западная область — 3 декабря 2024, Минск, Белоруссия) — советский и белорусский учёный, ботаник, эколог. Действительный член Академии наук Белорусской ССР (1986), доктор биологических наук, профессор. Заслуженный деятель науки Республики Беларусь (2000).

## Биография
В 1949 году окончил семилетнюю школу, поступил в Буда-Кошелевский лесной техникум, который окончил с отличием. В 1957 году окончил Белорусский технологический институт. С 1957 по 1959 год трудился инженером-лесоустроителем. В эти годы он опубликовал первую научную статью: «Эффективный метод восстановления дубрав».
В 1959 году устроился работать в Институт биологии АН БССР, куда его пригласил академик И. Д. Юркевич. В 1962 году поступил в аспирантуру, где подготовил кандидатскую диссертацию на тему «Исследование еловых лесов и внутривидовой изменчивости ели обыкновенной на юге ареала (в Полесье)», успешно защищённую в 1964 году. В ходе работы над диссертацией Парфёнов первым начал разработку масштабной ботанической проблемы — поведение видов на границе ареалов. Его изыскания в этой области вылились в монографию «Обусловленность распространения и адаптация видов растений на границах ареалов» (1980).
В 1965—1968 годах Виктор Парфёнов был учёным секретарём Совета по координации научной деятельности АН БССР. А в 1968 году по предложению В. Ф. Купревича он переходит на работу в Институт экспериментальной ботаники заведующим отделом флоры и гербария. В 1971 году Виктор Парфёнов стал заместителем директора института по научной работе, а в 1972 году — директором. За 28 лет работы институт под руководством Виктора Ивановича трижды его сотрудникам присуждалась Государственная премия БССР, было защищено 19 докторских диссертаций, институт был награждён орденом Трудового Красного Знамени (1980).
Виктор Парфёнов руководил Советом молодых ученых Академии наук Беларуси, затем Научным советом по проблемам Полесья. Он был председателем Белорусского национального комитета международной программы «МАБ», членом редсовета «Ботанического журнала», координатором Государственной программы фундаментальных исследований «Биологические ресурсы».
С 2000 года Парфёнов — Почетный директор Института экспериментальной ботаники НАН Беларуси и заведующий отделом этого института. Также Виктор Иванович заместитель академика-секретаря Отделения биологических наук, председатель научного совета по проблемам биосферы НАН Беларуси, председатель специализированного Совета по защите докторских диссертаций при Институте и член Совета по защите кандидатских диссертаций при Международном экологическом университете, председатель Белорусского ботанического общества и Белорусского Комитета Мира, член ученых советов и коллегий различных государственных учреждений, член редколлегий журналов «Весці НАН Беларусі Сер. біял. навук» и «Природные ресурсы», координатор Государственной программы ориентированных фундаментальных исследований «Ресурсы растительного и животного мира».
Скоропостижно скончался 3 декабря 2024 года в возрасте 90 лет.

## Научная деятельность
Научная деятельность Виктора Ивановича связана с флористикой, фитогеографией, геоботаникой, экологией, систематикой и эволюцией растений. Им были определены закономерности формирования роста и продуктивности фитоценозов, особенности биологии видов и популяций растений в оптимальных и экстремальных условиях.
Возглавляемый Виктором Парфёновы отдел флоры и гербария Института экспериментальной ботаники активно занимался теоретическими и практическими работами по проблемам флоры, вида, эволюции растений, охраны природы. Активно изучалась динамика флоры при масштабном осушении Полесья и разрабатывались рекомендации по снижению негативных последствий такого осушения. Накопленный материал послужил основой для докторской диссертации Парфёнова, защищённой в 1975 году: «Современные антропогенные изменения флоры и растительности Белорусского Полесья», а также двух монографиях «Динамика лугово-болотной флоры и растительности» (1976) и «Антропогенные изменения флоры и растительности Белоруссии» (1985).

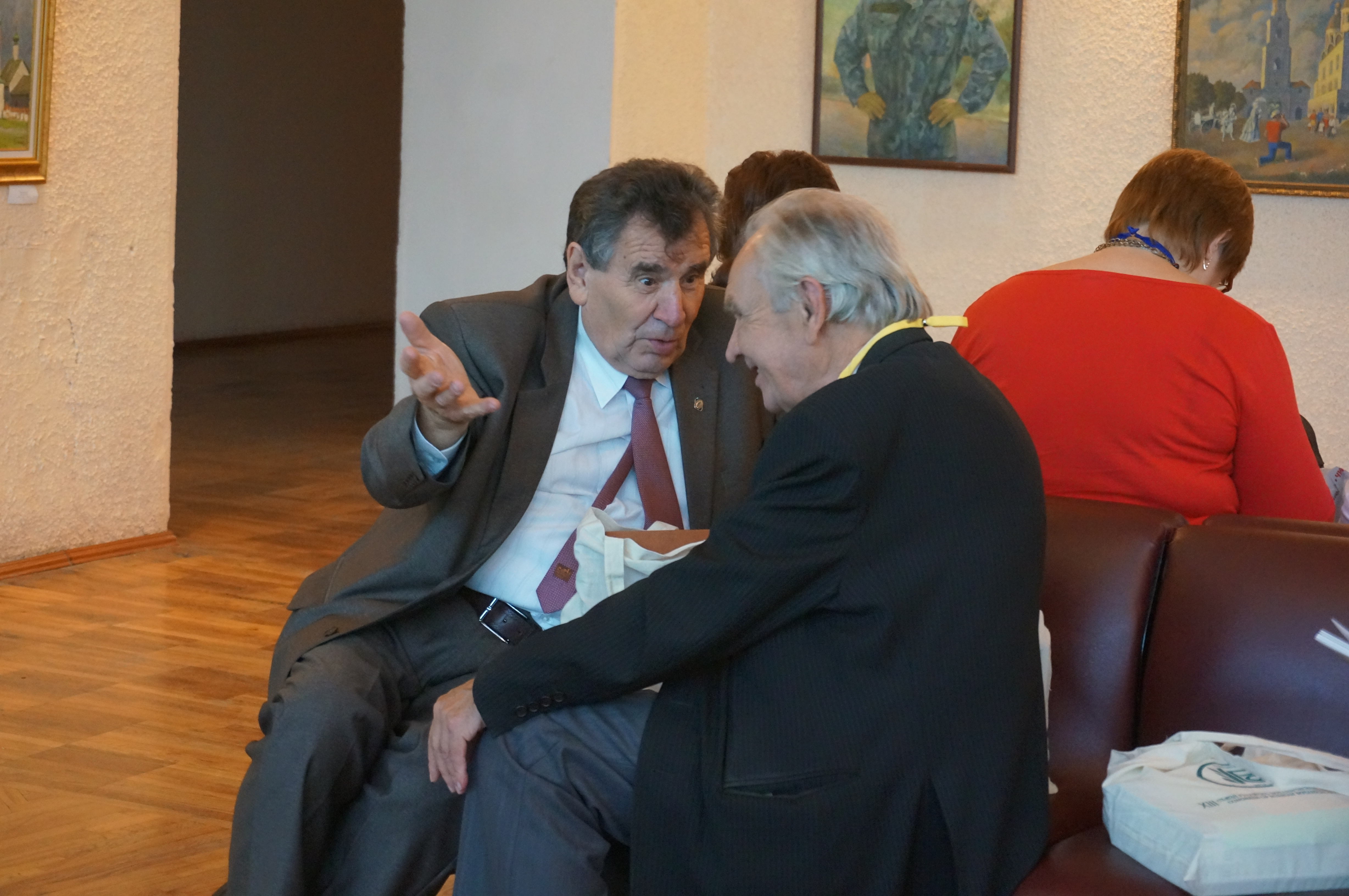
Виктор Парфёнов и Владислав Василевич. XIII съезд Русского ботанического общества. Тольятти, 2013 год.

Парфёнов активно участвовал в международных научных конференциях, на ботанических и экологических конгрессах, в том числе по линии ЮНЕСКО, участвовал в научных экспедициях: «XIX Международной фитогеографической экспедиции», «Эко-Чёрное море-90», «Балтика-91», «Колумб-92». Также активно сотрудничал с учёными соседних республик СССР, результаты чего проявились в двух монографиях с авторским участием Парфёнова: «Охрана важнейших ботанических объектов Украины, Белоруссии и Молдавии» (1980) и «Редкие и исчезающие виды растений Белоруссии и Литвы» (1987).
Виктор Парфёнов стал не только ведущим организатором ботаники в Белоруссии, но и видным деятелем экологии и охраны природы. Благодаря его исследованиям появился материал для составления Красной Книги Белоруссии в части охраны растений. Под его руководством была разработана «Схема рационального размещения охраняемых природных территорий по Белорусской ССР» (1983), основанная на ландшафтно-экологическом подходе и оригинальном принципе «природно-миграционных русел», ставшая новым подходом к сохранению биоразнообразия на биогеоценотическом уровне. Многие из положений этой схемы успешно были претворены в жизнь. Также Виктор Парфёнов участвовал в составлении аналитического обзора «Состояние и использование биологического разнообразия Республики Беларусь» (1998) и отчётного документа «Первый национальный доклад по выполнению конвенции о биологическом разнообразии в Беларуси» (1998). Под его руководством были разработаны критерии выделения компонентов экологической сети Полесья, в том числе природных территориальных ядер и соединяющих их экологических коридоров.
После аварии на Чернобыльской АЭС Виктор Парфёнов принимал участие в организации работ по оценке и ликвидации её последствий. Результаты этой работы отражены в монографии «Радиационное загрязнение растительности Беларуси» (1995), редактором и соавтором которой является Виктор Иванович. В работе дана радиоэкологической обстановки в зоне аварии, а также на остальной территории Белоруссии, описаны особенности миграции радионуклидов в природно-растительных комплексах, даны рекомендации по снижению негативных последствий радиационного загрязнения.
С активным участием Парфёнова вышли в свет такие важнейшие работы в области флоры Белоруссии как: «Определитель высших растений Беларуси» (1999), «Нацыянальны атлас Беларуси», многотомное фундаментальное издание «Флора Беларуси». Помимо уже упомянутых выше работ он самостоятельно или в соавторстве опубликовал монографии «Хорология флоры Белоруссии» (1972), «Флора Белорусского Полесья» (1983), «Ивы Белоруссии: таксономия, фитоценология, ресурсы» (1986), «Флора Березинского биосферного заповедника» (1993) и книги, посвященные флоре и растительности Полесского радиационно-экологического заповедника (2002), флоре заказника «Мозырские овраги» (2008), флоре Национального парка «Припятский» (2009). Его монография в соавторстве с С. А. Дмитриевой «Кариология флоры как основы цитогенетического мониторинга» (1991) стала первой региональной публикацией в данной теме для всех стран СНГ и Прибалтики.
Всего Виктор Иванович Парфёнов автор или соавтор более 400 научных работ, в том числе 45 монографий и отдельных изданий.
Гербарий, действующий при отделе флоры и гербария, возглавляемом Парфёновым, в значительной мере отражает разнообразие растений, лишайников и грибов во белорусской флоре республики и признан Национальным достоянием Республики Беларусь.

## Педагогическая работа
Виктор Парфёнов находил время и для педагогической работы. Он читал лекции на биологическом факультете Белорусского государственного университета, в Мозырском педагогическом университете, в Институте подготовки научных кадров НАН Беларуси. Он участвовал в работе выпускных государственных комиссий различных вузов.
Под его руководством было защищено 7 докторских и 27 кандидатских диссертаций. Он является создателем современной белорусской школы флористики.

## Популяризация науки
Виктор Парфёнов занимается и пропагандой ботаники и экологического просвещения. Он является авторов или соавторов нескольких научно-популярных статей и брошюр, а также «Энцыклапедыі прыроды Беларусі». Участник многих природоведческих передач по радио и телевидению, выступает с просветительскими лекциями.

## Награды и премии
В 1980 году Виктор Парфёнов был избран членом-корреспондентом, а в 1986 г. — действительным членом АН БССР по специальности «Ботаника». В 1988 году ему было присвоено звание профессора. «Заслуженный деятель науки Республики Беларусь» (2000).
За цикл работ по изучению растительности БССР в 1972 году ему была присвоена Государственная премия БССР в области науки.
Также он награждён орденом Дружбы народов (1981), медалью «За доблестный труд» (1970), медалью Франциска Скорины (2009), двумя Почётными грамотами и Грамотой Верховного Совета БССР, пятью Почётными грамотами Академии наук Беларуси. Вместе с сотрудниками награждён несколькими медалями ВДНХ СССР и ВДНХ Беларуси за разработку научных основ и рекомендаций по охране и рациональному использованию природных растительных ресурсов.
Международным биогеографическим центром (Кембридж, Великобритания) В. И. Парфенов назван «Человеком года» (1998), а затем «Человеком столетия» (1999). Американским биогеографическим центром включён в энциклопедию «Кто есть кто в мире?». Награждён памятной медалью XII Международного ботанического конгресса и знаком «Silver Leaf Award 2001 Planta Europa».

### Избранная библиография
- Обусловленность распространения и адаптации видов растений на границах ареалов. Мн., 1980.
- Флора Белорусского Полесья (современное состояние, тенденции развития). Мн.: Наука и техника, 1983.
- Антропогенные изменения флоры и растительности Белоруссии. Мн.: Наука и техника, 1985 (совместно с Г. А. Ким, Г. Ф. Рыковским).
- Кариология флоры как основа цитогенетического мониторинга. Мн.: Наука и техника, 1992 (совместно с С. А. Дмитриевой).
- Радиоактивное загрязнение растительности Беларуси (в связи с аварией на ЧАЭС). Мн.: Навука і тэхніка, 1995 (в соавторстве).
- Национальный атлас Республики Беларусь. Мн., 2002 (в соавторстве).